# Мартюшева (деревня)
Мартюшева — деревня в Кудымкарском районе Пермского края. Входила в состав Верх-Иньвенского сельского поселения. Располагается западнее от города Кудымкара. Расстояние до районного центра составляет 36 км. По данным Всероссийской переписи населения 2010 года, в деревне проживало 9 человек (5 мужчин и 4 женщины).

## История
По данным на 1 июля 1963 года, в деревне проживало 100 человек. Населённый пункт входил в состав Самковского сельсовета.